# Taxi en cavale
Taxi en cavale est un roman d'aventure destiné aux jeunes de 10 ans et plus, écrit par Louis Émond. 
Une première édition est parue en 1992 aux Éditions Pierre Tisseyre (collection Conquêtes) et le livre est réédité en 2005 chez Soulières Éditeur (collection Graffiti), une édition "profondément remaniée".
La page couverture de la première édition avait été illustrée par Caroline Merola, et Sybiline est l'illustratrice de la seconde.

## Résumé
"Sur le siège arrière du taxi, Annie entend Jay pousser plusieurs jurons en effectuant un virage sur les chapeaux de roues. Sorti en trombe du stationnement de l'école, il fonce à plus de cent à l'heure sur la rue Santerre, oubliant les arrêts. Lancée à sa poursuite, la Buick roule à la même vitesse.
- Cette fois Randy, dit en anglais le conducteur à l'autre homme, il ne nous échappera pas !"
Ce matin-là, quand Jay est pris en chasse par deux individus, Annie, encore à bord, n'a pas d'autre choix que de suivre. Qui sont-ils ? Policiers ou bandits ?
Mais ne peut-on pas retourner à la maison ? Ou à mon école ?
J'ai peur que non, Annie, répond Jay. Trop dangereux."
Résumé tiré de la quatrième de couverture de Taxi en cavale, édition 2005, Soulières Éditeur.